# Липовка (Хворостянский район)
Липовка — село в Хворостянском районе Самарской области, административный центр сельского поселения Липовка. 

## География
Находится на правом берегу реки Чагра на расстоянии примерно 12 километров по прямой на восток-северо-восток от районного центра села Хворостянка.

## История
Село Мордовская Липовка основано было  в 1801 году переселенцами из села Липовка нынешней Саратовской области. В 1859 году 68 дворов. В 1860 построена была Михайлово-Архангельская  церковь. В советское время работал колхоз им. Ленина.

## Население
Постоянное население составляло 372 человека (русские 65%) в 2002 году, 397 в 2010 году.